# Schistura kangjupkhulensis
Schistura kangjupkhulensis és una espècie de peix de la família dels balitòrids i de l'ordre dels cipriniformes.

## Morfologia
Els mascles poden assolir els 7,2 cm de longitud total.

## Distribució geogràfica
Es troba a la conca del riu Chindwin a l'Índia (Manipur) i Myanmar.

## Amenaces
Les seues principals amenaces són la pesca destructiva, l'extracció d'aigua, la construcció de preses i la contaminació de l'aigua.